# Kija (manželka Achnatona)
| V31 · Z4 | M17 | G1 | B1 |

| V31 · Z4 | M17 | G1 | B1 |

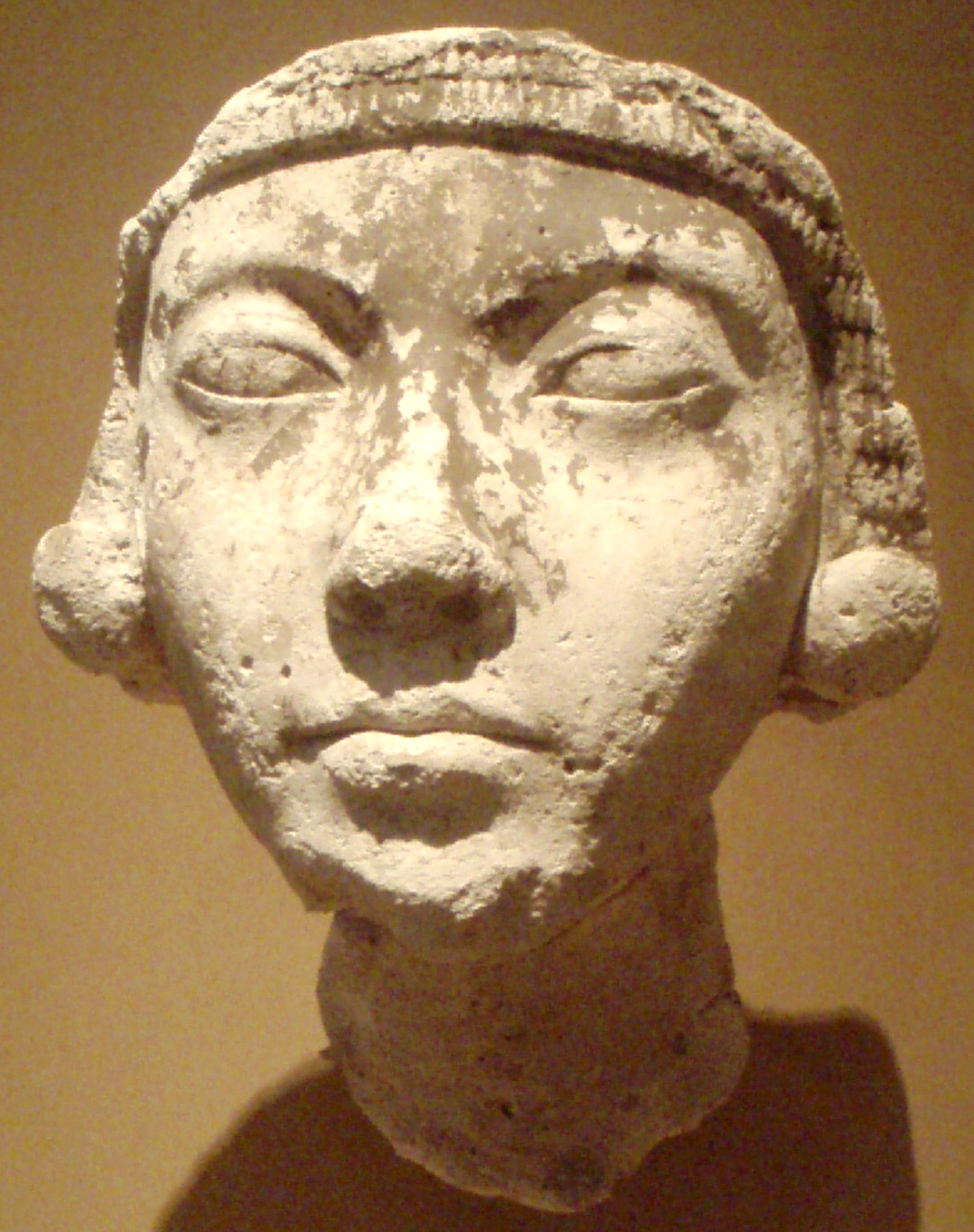
Pravděpodobný portrét Kiji z dílny sochaře Thutmose v Achetatonu (dnes v Metropolitan Museum of Art v New Yorku)

Kija byla  ve starověkém Egyptě, v době 18. dynastie, vedle velké královské manželky Nefertiti, vedlejší manželkou panovníka Amenhotepa IV./Achnatona, pravděpodobně také matkou jeho druhého nástupce a Achnatonova syna Tutanchamona. Podle současných poznatků se sice nikdy nestala „velkou královskou manželkou“, po jistou dobu ale nepochybně měla velice významné postavení. Dochované prameny svědčí pro to, že ještě za Achnatonova života, po smrti královny-matky Teje, byly připomínky jejího vlivu záměrně odstraňovány a nahrazovány rostoucím vlivem nejstarší faraonovou dcerou a manželkou Meritaton; bližší okolnosti ovšem není možné zjistit. Byla původním vlastníkem některých předmětů nalezených v hrobce KV 55 v Údolí králů. Podle některých badatelů se její postava za následující dynastie stala inspirací pro Povídku o dvou bratrech.

## Původ
Její neobvyklé jméno bylo považováno za „domácké“; z toho někteří badatelé usuzují, že může být i odvozeno z původního jména neegyptského a že Kija by mohla být naharinskou princeznou Taduchepou, dcerou krále Tušratty, která se měla stát další z manželek Amenhotepa III., ale do Egypta přicestovala přibližně v době jeho smrti. Sňatek se uskutečnil, nicméně není jisté, zda s Amenhotepem III. nebo s jeho nástupcem Amenhotepem IV. Oporou domněnku o cizím původu je Kijin neobvyklý titul ta šepset – „vznešená paní“, který se na jedné z vesetských hrobových kaplí objevuje jako „vznešená paní z Naharinu“.
V poslední době je tato domněnka zpochybňována, nicméně je možné, že v době 18. dynastie se uvedený titul užíval pro určitý typ cizích princezen, takže Kijino spojení s Mitannií nelze vylučovat. Joyce Tyldesley spekuluje, zda to nemohl být právě Kijin cizí původ, co znemožňovalo, aby se stala velkou královskou manželkou, stejně tak tomu ovšem mohlo být prostě proto, že toto místo bylo obsazeno Nefertiti. Mezi badateli ovšem v současné době převažuje názor, že Kijino jméno je zcela egyptské a že nic nenasvědčuje tomu, že by pocházela z cizí země.Podle posledních výzkumů z vědeckých analýz DNA bylo potvrzeno, že byla jednou z dcer Amenhotepa III. a královny Teje, sestrou Achnatona a také matkou Tutanchamona. Její poškozená mumie(mladší dáma) nalezená vedle mumie matky královny Teje (starší dáma), v hrobce KV35, však jeví znaky násilného odstranění[zdroj?].

## Manželka a sestra krále
Kija je poprvé doložena přibližně před 9. rokem Achnatonovy vlády, v němž došlo ke změně způsobu zápisu jména boha Atona. Původně se nijak nepřibližovala oficiálnímu postavení královny: byl pro ni vytvořen neobvyklý speciální titul „velmi milovaná manželka krále“ a nedisponovala žádnými oficiálními královskými odznaky (např. ureem nebo kartuší). Byla zřetelně odlišována od královské manželky Nefertiti, ale na druhou stranu se také vyčlenila ze skupiny jiných žen z královského harému. Testy DNA u mumie jejího syna a krále Tutanchamona dokazují, že Kija měla královský původ, protože byla dcerou krále a sestrou Achnatona, což bylo v královských dynastiích v této době zcela obvyklé.